# Troupe de La Monnaie en 1791

## Composition de la troupe duThéâtre de la Monnaieen1791
L'année théâtrale commence le 25 avril 1791 et se termine le 25 février 1792.
| Acteurs et chanteurs     | Actrices et chanteuses  |
| ------------------------ | ----------------------- |
| Adam                     | Adam                    |
| Bélanger                 | Berthéas                |
| Bergamin                 | Bocquet                 |
| Borremans                | Bursay                  |
| Bursay                   | Camille                 |
| Bursay fils              | Casar                   |
| Calais                   | Demark                  |
| Champmêlé                | Duquesnoy               |
| Constant                 | Erard                   |
| Debatty                  | Gherardy                |
| Duquesnoy                | Guilminot               |
| Dusauzin                 | La Tour                 |
| Gillis                   | Le Clerc                |
| Guilminot                | Le Roy                  |
| La Rivière               | Mees                    |
| Manceau                  | Pierson                 |
| Maquaire                 | Saint-Vair              |
| Maréchal                 | Sonvau                  |
| Margery                  |                         |
| Massin                   |                         |
| Mees                     |                         |
| Pauwels                  |                         |
| Saint-Vair               |                         |
| Vasseur                  |                         |
| Vernet                   |                         |
| Virion                   |                         |
| Danseurs et figurants    | Danseuses et figurantes |
| Ledet, maître de ballet  | Mercier                 |
| Jouardin                 |                         |
| Langlois, répétiteur     |                         |
| Autre personnel          |                         |
| Paris, maître de musique | De Boubers, imprimeur   |
| La Croix, régisseur      | Devits, caissier        |

### Source
- Almanach du spectacle de Bruxelles, Bruxelles 1792.